# Hoffmannia discolor
Hoffmannia discolor là một loài thực vật có hoa trong họ Thiến thảo. Loài này được (Lem.) Hemsl. mô tả khoa học đầu tiên năm 1881.

## Hình ảnh

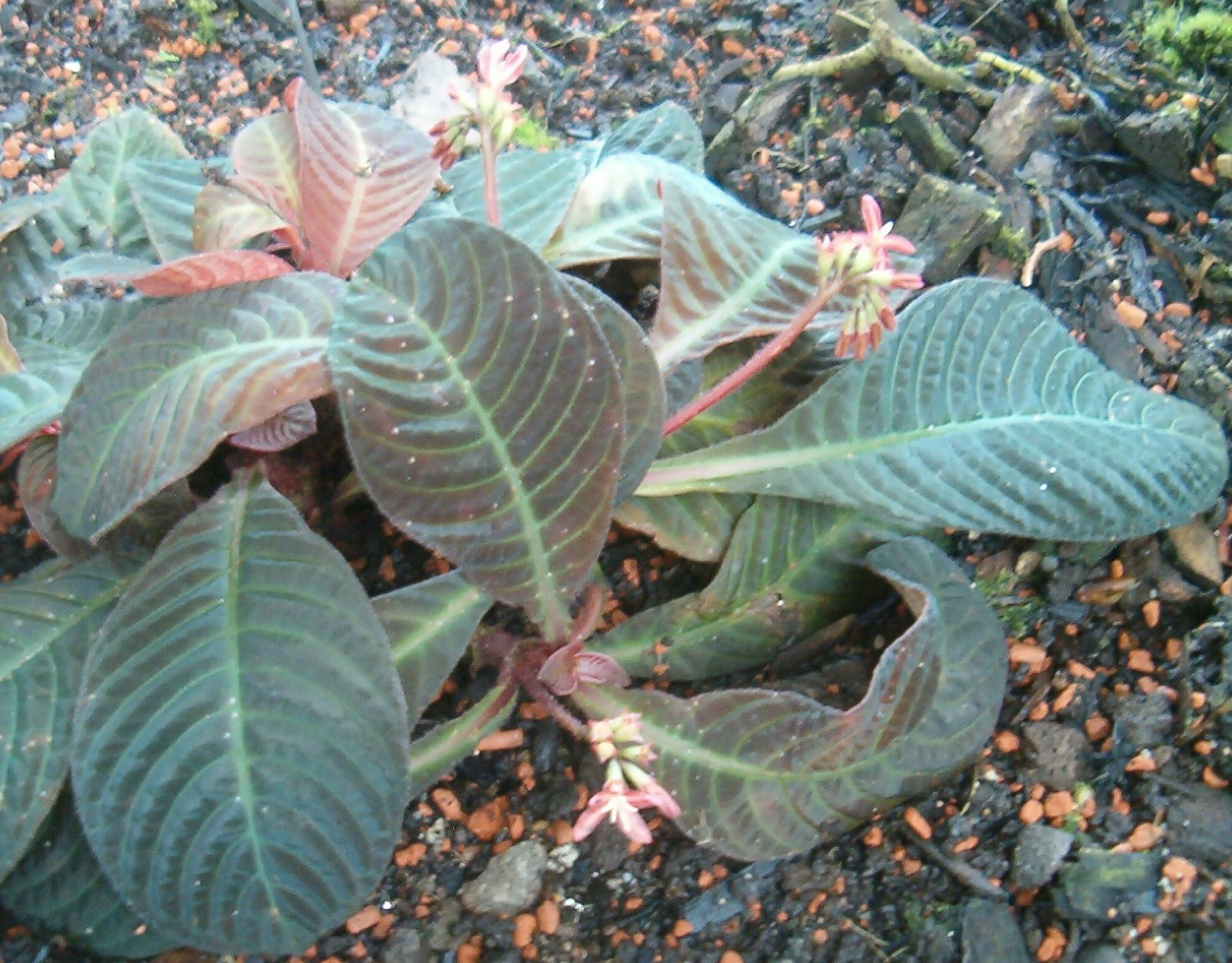